# Christian Sautier
Johannes Christian Sautier (* 15. Februar 1780 in Freiburg im Breisgau; † 1. Juni 1853 ebenda) war ein deutscher Kaufmann, Bankier, Ehrenstadtrat in Freiburg und Mitglied des Badischen Landtages.

## Leben
Christian Sautier war der Sohn des Bankiers Franz Joseph Sautier (1748–1805) und dessen Frau Walburga Moessner (1755–1821). Sein Onkel war der Theologe und Gymnasialprofessor Heinrich Sautier, der die Sautier-Reibelt-Merian-Stiftung zur Ausbildung und Ausstattung bedürftiger Kinder gegründet hatte. Christian Sautier führte das Bankgeschäft seines Vaters weiter und engagierte sich politisch als Stadtrat in Freiburg und als Abgeordneter im Badischen Landtag. So rückte er 1821 für den ausscheidenden Freiburger Oberbürgermeister Johann Josef Adrians durch eine Losentscheidung aufgrund von Stimmengleichheit in die zweite Kammer der Badischen Landstände nach. Sautier war 1820–1822 Präsident der Freiburger Handelskammer und Aktionär der 1832 für wenige Monate bestehenden liberalen Zeitung Der Freisinnige, welche durch die badische Regierung nach kurzer Zeit verboten wurde. 1850 wurde er vom Großherzog Leopold von Baden zum Mitglied der ersten Kammer der Badischen Landstände ernannt. Nach seinem Tod 1853 gingen von seinem Vermögen 550 Gulden an die Knabenstiftung der Sautier-Reibelt-Merian-Stiftung und weitere 250 Gulden an den Waisenhausfond der Stiftung.

## Auszeichnung
- 1843: Ritterkreuz des Orden vom Zähringer Löwen[8]